# アイリッシュカップ
アイリッシュ・カップ (Irish Cup) は、北アイルランドで行われるサッカーのカップ戦。
1881年から続くこの大会は、世界で4番目に古い歴史を持つ。第1回大会決勝は1881年4月9日にクリフトンビル（ベルファスト）のクリケット場で行われ、キャッスルドーソンのモヨナ・パークFCがクリフトンビルFCを1対0で下して初代王者となった。1921年のアイルランド自由国独立まではアイルランド島全土のクラブが大会に参加していた。現在までの最多優勝クラブはリンフィールドFCで、2020-21シーズンまでに44回優勝している。
大会は協会が設定した参加基準を満たす全クラブに解放され、2009-10シーズンには105クラブが参加した。協会傘下の最上位リーグであるNIFLプレミアシップの12クラブは5回戦から登場する。

## 決勝戦結果
| #   | シーズン | 優勝クラブ                       | 結果                           | 準優勝クラブ                     | 会場                                           | 観客数                         |
| --- | -------- | -------------------------------- | ------------------------------ | -------------------------------- | ---------------------------------------------- | ------------------------------ |
| 1   | 1880-81  | モヨナ・パーク (1)               | 1 - 0                          | クリフトンビル                   | クリフトンビル（ベルファスト）                 | 1,500                          |
| 2   | 1881-82  | クイーンズ・アイランド (1)       | 2 - 1                          | クリフトンビル                   | アルスター・グラウンド（ベルファスト）         | 2,000                          |
| 3   | 1882-83  | クリフトンビル (1)               | 5 - 0                          | アルスター                       | ブルームフィールド・グラウンド（ベルファスト） | 2,000                          |
| 4   | 1883-84  | ディスティラリー (1)             | 5 - 0                          | ウェリントン・パーク             | アルスター・グラウンド（ベルファスト）         | 2,000                          |
| 5   | 1884-85  | ディスティラリー (2)             | 2 - 0                          | リマバリー・ユナイテッド         | アルスター・グラウンド（ベルファスト）         | 2,000                          |
| 6   | 1885-86  | ディスティラリー (3)             | 1 - 0                          | リマバリー・ユナイテッド         | アルスター・グラウンド（ベルファスト）         | 1,000                          |
| 7   | 1886-87  | アルスター (1)                   | 3 - 0                          | クリフトンビル                   | ブロードウェイ・グラウンド（ベルファスト）     | 4,000                          |
| 8   | 1887-88  | クリフトンビル (2)               | 2 - 1                          | ディスティラリー                 | アルスター・グラウンド（ベルファスト）         | 3,000                          |
| 9   | 1888-89  | ディスティラリー (4)             | 5 - 4                          | YMCA                             | アルスター・グラウンド（ベルファスト）         | 3,500                          |
| 10  | 1889-90  | ゴードン・ハイランダーズ (1)     | 2 - 2                          | クリフトンビル                   | アルスター・グラウンド（ベルファスト）         | 4,500                          |
| 10  | 再試合   | ゴードン・ハイランダーズ (1)     | 3 - 1                          | クリフトンビル                   | アルスタービル（ベルファスト）                 | 3,500                          |
| 11  | 1890-91  | リンフィールド (1)               | 4 - 2                          | アルスター                       | ソリチュード（ベルファスト）                   | 5,000                          |
| 12  | 1891-92  | リンフィールド (2)               | 7 - 0                          | ブラック・ウォッチ               | ソリチュード（ベルファスト）                   | 5,500                          |
| 13  | 1892-93  | リンフィールド (3)               | 5 - 1                          | クリフトンビル                   | アルスタービル（ベルファスト）                 |                                |
| 14  | 1893-94  | ディスティラリー (5)             | 2 - 2                          | リンフィールド                   | ソリチュード（ベルファスト）                   | 5,500                          |
| 14  | 再試合   | ディスティラリー (5)             | 3 - 2                          | リンフィールド                   | ソリチュード（ベルファスト）                   |                                |
| 15  | 1894-95  | リンフィールド (4)               | 10 - 1                         | ボヘミアンズ                     | ソリチュード（ベルファスト）                   | 2,000                          |
| 16  | 1895-96  | ディスティラリー (6)             | 3 - 1                          | グレントラン                     | ソリチュード（ベルファスト）                   | 6,000                          |
| 17  | 1896-97  | クリフトンビル (3)               | 3 - 1                          | シャーウッド・フォレスターズ     | グロスベナー・パーク（ベルファスト）           | 5,000                          |
| 18  | 1897-98  | リンフィールド (5)               | 2 - 0                          | セント・コロンバス・セルティック | オーヴァル（ベルファスト）                     | 3,000                          |
| 19  | 1898-99  | リンフィールド (6)               | 2 - 1                          | グレントラン                     | ソリチュード（ベルファスト）                   | 7,000                          |
| 20  | 1899-00  | クリフトンビル (4)               | 2 - 1                          | ボヘミアンズ                     | グロスベナー・パーク（ベルファスト）           | 5,500                          |
| 21  | 1900-01  | クリフトンビル (5)               | 1 - 0                          | フリーブーターズ                 | クローク・パーク（ダブリン）                   | 5,500                          |
| 22  | 1901-02  | リンフィールド (7)               | 5 - 0                          | ディスティラリー                 | ソリチュード（ベルファスト）                   | 8,000                          |
| 23  | 1902-03  | ディスティラリー (7)             | 3 - 1                          | ボヘミアンズ                     | ダリーマウント・パーク（ダブリン）             | 6,000                          |
| 24  | 1903-04  | リンフィールド (8)               | 5 - 1                          | デリー・セルティック             | グロスベナー・パーク（ベルファスト）           | 6,000                          |
| 25  | 1904-05  | ディスティラリー (8)             | 3 - 0                          | シェルボーン                     | ソリチュード（ベルファスト）                   | 12,000                         |
| 26  | 1905-06  | シェルボーン (1)                 | 2 - 0                          | ベルファスト・セルティック       | ダリーマウント・パーク（ダブリン）             | 8,000                          |
| 27  | 1906-07  | クリフトンビル (6)               | 0 - 0                          | シェルボーン                     | セルティック・パーク（ベルファスト）           | 12,900                         |
| 27  | 再試合   | クリフトンビル (6)               | 1 - 0                          | シェルボーン                     | ダリーマウント・パーク（ダブリン）             | 10,000                         |
| 28  | 1907-08  | ボヘミアンズ (1)                 | 1 - 1                          | シェルボーン                     | ダリーマウント・パーク（ダブリン）             | 8,000                          |
| 28  | 再試合   | ボヘミアンズ (1)                 | 3 - 1                          | シェルボーン                     | ダリーマウント・パーク（ダブリン）             | 9,000                          |
| 29  | 1908-09  | クリフトンビル (7)               | 0 - 0                          | ボヘミアンズ                     | ウィンザー・パーク（ベルファスト）             | 3,000                          |
| 29  | 再試合   | クリフトンビル (7)               | 2 - 1                          | ボヘミアンズ                     | ダリーマウント・パーク（ダブリン）             | 15,000                         |
| 30  | 1909-10  | ディスティラリー (9)             | 1 - 0                          | クリフトンビル                   | オーヴァル（ベルファスト）                     | 10,000                         |
| 31  | 1910-11  | シェルボーン (2)                 | 0 - 0                          | ボヘミアンズ                     | ダリーマウント・パーク（ダブリン）             | 16,000                         |
| 31  | 再試合   | シェルボーン (2)                 | 2 - 1                          | ボヘミアンズ                     | ダリーマウント・パーク（ダブリン）             |                                |
|     | 1911-12  | リンフィールド (9)               | （他の準決勝進出クラブは棄権） | （他の準決勝進出クラブは棄権）   | （他の準決勝進出クラブは棄権）                 | （他の準決勝進出クラブは棄権） |
| 32  | 1912-13  | リンフィールド (10)              | 2 - 0                          | グレントラン                     | セルティック・パーク（ベルファスト）           | 20,000                         |
| 33  | 1913-14  | グレントラン (1)                 | 3 - 1                          | リンフィールド                   | グロスベナー・パーク（ベルファスト）           | 20,000                         |
| 34  | 1914-15  | リンフィールド (11)              | 1 - 0                          | ベルファスト・セルティック       | ソリチュード（ベルファスト）                   | 20,000                         |
| 35  | 1915-16  | リンフィールド (12)              | 1 - 1                          | グレントラン                     | セルティック・パーク（ベルファスト）           |                                |
| 35  | 再試合   | リンフィールド (12)              | 1 - 0                          | グレントラン                     | グロスベナー・パーク（ベルファスト）           |                                |
| 36  | 1916-17  | グレントラン (2)                 | 2 - 0                          | ベルファスト・セルティック       | ウィンザー・パーク（ベルファスト）             | 20,000                         |
| 37  | 1917-18  | ベルファスト・セルティック (1)   | 0 - 0                          | リンフィールド                   | オーヴァル（ベルファスト）                     |                                |
| 37  | 再試合   | ベルファスト・セルティック (1)   | 0 - 0                          | リンフィールド                   | ソリチュード（ベルファスト）                   |                                |
| 37  | 再々試合 | ベルファスト・セルティック (1)   | 2 - 0                          | リンフィールド                   | グロスベナー・パーク（ベルファスト）           |                                |
| 38  | 1918-19  | リンフィールド (13)              | 1 - 1                          | グレントラン                     | セルティック・パーク（ベルファスト）           | 18,000                         |
| 38  | 再試合   | リンフィールド (13)              | 0 - 0                          | グレントラン                     | グロスベナー・パーク（ベルファスト）           |                                |
| 38  | 再々試合 | リンフィールド (13)              | 2 - 1                          | グレントラン                     | ソリチュード（ベルファスト）                   |                                |
|     | 1919-20  | シェルボーン (3)                 | （決勝は行われず）             | （決勝は行われず）               | （決勝は行われず）                             | （決勝は行われず）             |
| 39  | 1920-21  | グレントラン (3)                 | 2 - 0                          | グレナボン                       | ウィンザー・パーク（ベルファスト）             |                                |
| 40  | 1921-22  | リンフィールド (14)              | 2 - 0                          | グレナボン                       | ソリチュード（ベルファスト）                   |                                |
| 41  | 1922-23  | リンフィールド (15)              | 2 - 0                          | グレントラン                     | ソリチュード（ベルファスト）                   |                                |
| 42  | 1923-24  | クイーンズ・アイランド(1920) (1) | 1 - 0                          | ウィローフィールド               | ウィンザー・パーク（ベルファスト）             |                                |
| 43  | 1924-25  | ディスティラリー (10)            | 2 - 1                          | グレントラン                     | ソリチュード（ベルファスト）                   | 20,000                         |
| 44  | 1925-26  | ベルファスト・セルティック (2)   | 3 - 2                          | リンフィールド                   | ソリチュード（ベルファスト）                   |                                |
| 45  | 1926-27  | アーズ (1)                       | 3 - 2                          | クリフトンビル                   | オーヴァル（ベルファスト）                     |                                |
| 46  | 1927-28  | ウィローフィールド (1)           | 1 - 0                          | ラーン                           | ウィンザー・パーク（ベルファスト）             |                                |
| 47  | 1928-29  | バリーメナ・ユナイテッド (1)     | 2 - 1                          | ベルファスト・セルティック       | ソリチュード（ベルファスト）                   |                                |
| 48  | 1929-30  | リンフィールド (16)              | 4 - 3                          | バリーメナ・ユナイテッド         | セルティック・パーク（ベルファスト）           |                                |
| 49  | 1930-31  | リンフィールド (17)              | 3 - 0                          | バリーメナ・ユナイテッド         | オーヴァル（ベルファスト）                     |                                |
| 50  | 1931-32  | グレントラン (4)                 | 2 - 1                          | リンフィールド                   | セルティック・パーク（ベルファスト）           |                                |
| 51  | 1932-33  | グレントラン (5)                 | 1 - 1                          | ディスティラリー                 | ウィンザー・パーク（ベルファスト）             | 33,000                         |
| 51  | 再試合   | グレントラン (5)                 | 1 - 1                          | ディスティラリー                 | ウィンザー・パーク（ベルファスト）             | 25,000                         |
| 51  | 再々試合 | グレントラン (5)                 | 3 - 1                          | ディスティラリー                 | ウィンザー・パーク（ベルファスト）             |                                |
| 52  | 1933-34  | リンフィールド (18)              | 4 - 0                          | クリフトンビル                   | オーヴァル（ベルファスト）                     |                                |
| 53  | 1934-35  | グレントラン (6)                 | 0 - 0                          | ラーン                           | ウィンザー・パーク（ベルファスト）             | 15,000                         |
| 53  | 再試合   | グレントラン (6)                 | 0 - 0                          | ラーン                           | ウィンザー・パーク（ベルファスト）             |                                |
| 53  | 再々試合 | グレントラン (6)                 | 1 - 0                          | ラーン                           | ウィンザー・パーク（ベルファスト）             | 10,545                         |
| 54  | 1935-36  | リンフィールド (19)              | 0 - 0                          | デリー・シティ                   | セルティック・パーク（ベルファスト）           |                                |
| 54  | 再試合   | リンフィールド (19)              | 2 - 0                          | デリー・シティ                   | セルティック・パーク（ベルファスト）           |                                |
| 55  | 1936-37  | ベルファスト・セルティック (3)   | 3 - 0                          | リンフィールド                   | オーヴァル（ベルファスト）                     |                                |
| 56  | 1937-38  | ベルファスト・セルティック (4)   | 0 - 0                          | バンゴー                         | ソリチュード（ベルファスト）                   |                                |
| 56  | 再試合   | ベルファスト・セルティック (4)   | 2 - 0                          | バンゴー                         | ソリチュード（ベルファスト）                   |                                |
| 57  | 1938-39  | リンフィールド (20)              | 2 - 0                          | バリーメナ・ユナイテッド         | ソリチュード（ベルファスト）                   |                                |
| 58  | 1939-40  | バリーメナ・ユナイテッド (1)     | 2 - 0                          | グレナボン                       | ウィンザー・パーク（ベルファスト）             |                                |
| 59  | 1940-41  | ベルファスト・セルティック (5)   | 1 - 0                          | リンフィールド                   | ウィンザー・パーク（ベルファスト）             | 12,000                         |
| 60  | 1941-42  | リンフィールド (21)              | 3 - 1                          | グレントラン                     | セルティック・パーク（ベルファスト）           |                                |
| 61  | 1942-43  | ベルファスト・セルティック (6)   | 1 - 0                          | グレントラン                     | ウィンザー・パーク（ベルファスト）             |                                |
| 62  | 1943-44  | ベルファスト・セルティック (7)   | 3 - 1                          | リンフィールド                   | ウィンザー・パーク（ベルファスト）             | 25,240                         |
| 63  | 1944-45  | リンフィールド (22)              | 4 - 2                          | グレントラン                     | セルティック・パーク（ベルファスト）           | 20,000                         |
| 64  | 1945-46  | リンフィールド (23)              | 3 - 0                          | ディスティラリー                 | セルティック・パーク（ベルファスト）           | 20,137                         |
| 65  | 1946-47  | ベルファスト・セルティック (8)   | 1 - 0                          | グレントラン                     | ウィンザー・パーク（ベルファスト）             | 25,000                         |
| 66  | 1947-48  | リンフィールド (24)              | 3 - 0                          | コールレーン                     | セルティック・パーク（ベルファスト）           | 31,000                         |
| 67  | 1948-49  | デリー・シティ (1)               | 1 - 0                          | グレントラン                     | ウィンザー・パーク（ベルファスト）             | 27,000                         |
| 68  | 1949-50  | リンフィールド (25)              | 2 - 1                          | ディスティラリー                 | ウィンザー・パーク（ベルファスト）             | 17,000                         |
| 69  | 1950-51  | グレントラン (7)                 | 3 - 1                          | バリーメナ・ユナイテッド         | ウィンザー・パーク（ベルファスト）             | 25,000                         |
| 70  | 1951-52  | アーズ (2)                       | 1 - 0                          | グレントラン                     | ウィンザー・パーク（ベルファスト）             | 20,000                         |
| 71  | 1952-53  | リンフィールド (26)              | 5 - 0                          | コールレーン                     | ソリチュード（ベルファスト）                   | 21,000                         |
| 72  | 1953-54  | デリー・シティ (2)               | 2 - 2                          | グレントラン                     | ウィンザー・パーク（ベルファスト）             | 35,000                         |
| 72  | 再試合   | デリー・シティ (2)               | 0 - 0                          | グレントラン                     | ウィンザー・パーク（ベルファスト）             | 28,000                         |
| 72  | 再々試合 | デリー・シティ (2)               | 1 - 0                          | グレントラン                     | ウィンザー・パーク（ベルファスト）             | 28,000                         |
| 73  | 1954-55  | ダンデラ (1)                     | 3 - 0                          | グレナボン                       | ウィンザー・パーク（ベルファスト）             | 10,000                         |
| 74  | 1955-56  | ディスティラリー (11)            | 2 - 2                          | グレントラン                     | ウィンザー・パーク（ベルファスト）             | 16,000                         |
| 74  | 再試合   | ディスティラリー (11)            | 0 - 0                          | グレントラン                     | ウィンザー・パーク（ベルファスト）             |                                |
| 74  | 再々試合 | ディスティラリー (11)            | 1 - 0                          | グレントラン                     | ウィンザー・パーク（ベルファスト）             | 20,000                         |
| 75  | 1956-57  | グレナボン (1)                   | 2 - 0                          | デリー・シティ                   | ウィンザー・パーク（ベルファスト）             | 23,000                         |
| 76  | 1957-58  | バリーメナ・ユナイテッド (2)     | 2 - 0                          | リンフィールド                   | オーヴァル（ベルファスト）                     | 24,000                         |
| 77  | 1958-59  | グレナボン (2)                   | 1 - 1                          | バリーメナ・ユナイテッド         | ウィンザー・パーク（ベルファスト）             | 18,000                         |
| 77  | 再試合   | グレナボン (2)                   | 2 - 0                          | バリーメナ・ユナイテッド         | ウィンザー・パーク（ベルファスト）             |                                |
| 78  | 1959-60  | リンフィールド (27)              | 5 - 1                          | アーズ                           | オーヴァル（ベルファスト）                     | 20,000                         |
| 79  | 1960-61  | グレナボン (3)                   | 5 - 1                          | リンフィールド                   | ソリチュード（ベルファスト）                   | 22,000                         |
| 80  | 1961-62  | リンフィールド (28)              | 4 - 0                          | ポータダウン                     | オーヴァル（ベルファスト）                     | 20,000                         |
| 81  | 1962-63  | リンフィールド (29)              | 2 - 1                          | ディスティラリー                 | オーヴァル（ベルファスト）                     | 20,000                         |
| 82  | 1963-64  | デリー・シティ (3)               | 2 - 0                          | グレントラン                     | ウィンザー・パーク（ベルファスト）             | 19,000                         |
| 83  | 1964-65  | コールレーン (1)                 | 2 - 1                          | グレナボン                       | ウィンザー・パーク（ベルファスト）             | 18,000                         |
| 84  | 1965-66  | グレントラン (8)                 | 2 - 0                          | リンフィールド                   | オーヴァル（ベルファスト）                     | 20,000                         |
| 85  | 1966-67  | クルセイダース (1)               | 3 - 1                          | グレントラン                     | ウィンザー・パーク（ベルファスト）             | 20,000                         |
| 86  | 1967-68  | クルセイダース (2)               | 2 - 0                          | リンフィールド                   | オーヴァル（ベルファスト）                     | 18,000                         |
| 87  | 1968-69  | アーズ (3)                       | 0 - 0                          | ディスティラリー                 | ウィンザー・パーク（ベルファスト）             | 17,000                         |
| 87  | 再試合   | アーズ (3)                       | 4 - 2                          | ディスティラリー                 | ウィンザー・パーク（ベルファスト）             | 16,000                         |
| 88  | 1969-70  | リンフィールド (30)              | 2 - 1                          | バリーメナ・ユナイテッド         | ソリチュード（ベルファスト）                   | 12,000                         |
| 89  | 1970-71  | ディスティラリー (12)            | 3 - 0                          | デリー・シティ                   | ウィンザー・パーク（ベルファスト）             | 6,000                          |
| 90  | 1971-72  | コールレーン (2)                 | 2 - 1                          | ポータダウン                     | ウィンザー・パーク（ベルファスト）             | 8,000                          |
| 91  | 1972-73  | グレントラン (9)                 | 3 - 2                          | リンフィールド                   | ウィンザー・パーク（ベルファスト）             | 12,000                         |
| 92  | 1973-74  | アーズ (4)                       | 2 - 1                          | バリーメナ・ユナイテッド         | ウィンザー・パーク（ベルファスト）             | 7,000                          |
| 93  | 1974-75  | コールレーン (3)                 | 1 - 1                          | リンフィールド                   | ショウグラウンド（バリーメナ）                 | 5,600                          |
| 93  | 再試合   | コールレーン (3)                 | 0 - 0                          | リンフィールド                   | ショウグラウンド（バリーメナ）                 | 5,400                          |
| 93  | 再々試合 | コールレーン (3)                 | 1 - 0                          | リンフィールド                   | ショウグラウンド（バリーメナ）                 | 5,200                          |
| 94  | 1975-76  | キャリック・レンジャーズ (1)     | 2 - 1                          | リンフィールド                   | オーヴァル（ベルファスト）                     | 9,500                          |
| 95  | 1976-77  | コールレーン (4)                 | 4 - 1                          | リンフィールド                   | オーヴァル（ベルファスト）                     | 10,000                         |
| 96  | 1977-78  | リンフィールド (31)              | 3 - 1                          | バリーメナ・ユナイテッド         | オーヴァル（ベルファスト）                     | 12,000                         |
| 97  | 1978-79  | クリフトンビル (8)               | 3 - 2                          | ポータダウン                     | ウィンザー・パーク（ベルファスト）             | 18,000                         |
| 98  | 1979-80  | リンフィールド (32)              | 2 - 0                          | クルセイダース                   | オーヴァル（ベルファスト）                     | 12,000                         |
| 99  | 1980-81  | バリーメナ・ユナイテッド (3)     | 1 - 0                          | グレナボン                       | ウィンザー・パーク（ベルファスト）             | 6,000                          |
| 100 | 1981-82  | リンフィールド (33)              | 2 - 1                          | コールレーン                     | オーヴァル（ベルファスト）                     | 12,000                         |
| 101 | 1982-83  | グレントラン (10)                | 1 - 1                          | リンフィールド                   | ウィンザー・パーク（ベルファスト）             | 12,000                         |
| 101 | 再試合   | グレントラン (10)                | 2 - 1                          | リンフィールド                   | オーヴァル（ベルファスト）                     | 8,000                          |
| 102 | 1983-84  | バリーメナ・ユナイテッド (4)     | 4 - 1                          | キャリック・レンジャーズ         | ウィンザー・パーク（ベルファスト）             | 5,000                          |
| 103 | 1984-85  | グレントラン (11)                | 1 - 1                          | リンフィールド                   | オーヴァル（ベルファスト）                     | 12,000                         |
| 103 | 再試合   | グレントラン (11)                | 1 - 0                          | リンフィールド                   | ウィンザー・パーク（ベルファスト）             | 12,000                         |
| 104 | 1985-86  | グレントラン (12)                | 2 - 1                          | コールレーン                     | ウィンザー・パーク（ベルファスト）             | 8,000                          |
| 105 | 1986-87  | グレントラン (13)                | 1 - 0                          | ラーン                           | ウィンザー・パーク（ベルファスト）             | 8,000                          |
| 106 | 1987-88  | グレントラン (14)                | 1 - 0                          | グレナボン                       | ウィンザー・パーク（ベルファスト）             | 10,000                         |
| 107 | 1988-89  | バリーメナ・ユナイテッド (5)     | 1 - 0                          | ラーン                           | オーヴァル（ベルファスト）                     | 5,000                          |
| 108 | 1989-90  | グレントラン (15)                | 3 - 0                          | ポータダウン                     | ウィンザー・パーク（ベルファスト）             | 12,000                         |
| 109 | 1990-91  | ポータダウン (1)                 | 2 - 1                          | グレナボン                       | ウィンザー・パーク（ベルファスト）             | 12,000                         |
| 110 | 1991-92  | グレナボン (4)                   | 2 - 1                          | リンフィールド                   | オーヴァル（ベルファスト）                     | 12,000                         |
| 111 | 1992-93  | バンゴー (1)                     | 1 - 1                          | アーズ                           | ウィンザー・パーク（ベルファスト）             | 8,500                          |
| 111 | 再試合   | バンゴー (1)                     | 1 - 1                          | アーズ                           | ウィンザー・パーク（ベルファスト）             | 6,000                          |
| 111 | 再々試合 | バンゴー (1)                     | 1 - 0                          | アーズ                           | ウィンザー・パーク（ベルファスト）             | 5,000                          |
| 112 | 1993-94  | リンフィールド (34)              | 2 - 0                          | バンゴー                         | オーヴァル（ベルファスト）                     | 10,000                         |
| 113 | 1994-95  | リンフィールド (35)              | 3 - 1                          | キャリック・レンジャーズ         | オーヴァル（ベルファスト）                     | 6,800                          |
| 114 | 1995-96  | グレントラン (16)                | 1 - 0                          | グレナボン                       | ウィンザー・パーク（ベルファスト）             | 10,000                         |
| 115 | 1996-97  | グレナボン (5)                   | 1 - 0                          | クリフトンビル                   | ウィンザー・パーク（ベルファスト）             | 8,222                          |
| 116 | 1997-98  | グレントラン (17)                | 1 - 0 (aet)                    | グレナボン                       | ウィンザー・パーク（ベルファスト）             | 8,250                          |
|     | 1998-99  | ポータダウン (2)                 | w-o                            | クリフトンビル（失格）           |                                                |                                |
| 117 | 1999-00  | グレントラン (18)                | 1 - 0                          | ポータダウン                     | ウィンザー・パーク（ベルファスト）             | 8,355                          |
| 118 | 2000-01  | グレントラン (19)                | 1 - 0 (aet)                    | リンフィールド                   | ウィンザー・パーク（ベルファスト）             | 14,190                         |
| 119 | 2001-02  | リンフィールド (36)              | 2 - 1                          | ポータダウン                     | ウィンザー・パーク（ベルファスト）             | 11,129                         |
| 120 | 2002-03  | コールレーン (5)                 | 1 - 0                          | グレントラン                     | ウィンザー・パーク（ベルファスト）             | 9,000                          |
| 121 | 2003-04  | グレントラン (20)                | 1 - 0                          | コールレーン                     | ウィンザー・パーク（ベルファスト）             | 8,300                          |
| 122 | 2004-05  | ポータダウン (3)                 | 5 - 1                          | ラーン                           | ウィンザー・パーク（ベルファスト）             | 5,431                          |
| 123 | 2005-06  | リンフィールド (37)              | 2 - 1                          | グレントラン                     | ウィンザー・パーク（ベルファスト）             | 12,500                         |
| 124 | 2006-07  | リンフィールド (38)              | 2 - 2 (aet) PK 3-2             | ダンガノン・スウィフツ           | ウィンザー・パーク（ベルファスト）             | 7,600                          |
| 125 | 2007-08  | リンフィールド (39)              | 2 - 1                          | コールレーン                     | ウィンザー・パーク（ベルファスト）             | 8,452                          |
| 126 | 2008-09  | クルセイダース (3)               | 1 - 0                          | クリフトンビル                   | ウィンザー・パーク（ベルファスト）             | 8,820                          |
| 127 | 2009-10  | リンフィールド (40)              | 2 - 1                          | ポータダウン                     | ウィンザー・パーク（ベルファスト）             | 7,940                          |
| 128 | 2010-11  | リンフィールド (41)              | 2 - 1                          | クルセイダース                   | ウィンザー・パーク（ベルファスト）             | 8,200                          |
| 129 | 2011-12  | リンフィールド (42)              | 4 - 1                          | クルセイダース                   | ウィンザー・パーク（ベルファスト）             | 7,325                          |
| 130 | 2012-13  | グレントラン (21)                | 3 - 1 (aet)                    | クリフトンビル                   | ウィンザー・パーク（ベルファスト）             | 9,825                          |
| 131 | 2013-14  | グレナボン (6)                   | 2 - 1                          | バリーメナ・ユナイテッド         | ウィンザー・パーク（ベルファスト）             | 7,282                          |
| 132 | 2014-15  | グレントラン (22)                | 1 - 0                          | ポータダウン                     | オーヴァル（ベルファスト）                     | 8,072                          |
| 133 | 2015-16  | グレナボン (7)                   | 2 - 0                          | リンフィールドFC                 | ウィンザー・パーク（ベルファスト）             | 11,500                         |
| 134 | 2016-17  | リンフィールド (43)              | 3 - 0                          | コールレーン                     | ウィンザー・パーク（ベルファスト）             | 12,551                         |
| 135 | 2017-18  | コールレーン (6)                 | 3 - 1                          | クリフトンビル                   | ウィンザー・パーク（ベルファスト）             | 12,012                         |
| 136 | 2018-19  | クルセイダーズ (4)               | 3 - 0                          | バリナマラード・ユナイテッド     | ウィンザー・パーク（ベルファスト）             | 5,744                          |
| 137 | 2019-20  | グレントラン (23)                | 2 - 1 (aet)                    | バリーメナ・ユナイテッド         | ウィンザー・パーク（ベルファスト）             | 500                            |
| 138 | 2020-21  | リンフィールド (44)              | 2 - 1                          | ラーン                           | モーンビュー・パーク (ラーガン)                | 1,000                          |
| 139 | 2021-22  | クルセイダーズ (5)               | 2 - 1 (aet)                    | バリーメナ・ユナイテッド         | ウィンザー・パーク（ベルファスト）             | 7,598                          |
| 140 | 2022-23  | クルセイダーズ (6)               | 4 - 0                          | バリーメナ・ユナイテッド         | ウィンザー・パーク（ベルファスト）             |                                |

## 優勝回数
| クラブチーム               | 優勝回数 | 準優勝回数 | 優勝年度 | 準優勝年度 |
| -------------------------- | -------- | ---------- | --- | --- |
| リンフィールド             | 44       | 21         | 1890-91, 1891-92, 1892-93, 1894-95, 1897-98, 1898-99, 1901-02, 1903-04, 1911-12, 1912-13, 1914-15, 1915-16, 1918-19, 1921-22, 1922-23, 1929-30, 1930-31, 1933-34, 1935-36, 1938-39, 1941-42, 1944-45, 1945-46, 1947-48, 1949-50, 1952-53, 1959-60, 1961-62, 1962-63, 1969-70, 1977-78, 1979-80, 1981-82, 1993-94, 1994-95, 2001-02, 2005-06, 2006-07, 2007-08, 2009-10, 2010-11, 2011-12, 2016-17, 2020-21 | 1893-94, 1913-14, 1917-18, 1925-26, 1931-32, 1936-37, 1940-41, 1943-44, 1957-58, 1960-61, 1965-66, 1967-68, 1972-73, 1974-75, 1975-76, 1976-77, 1982-83, 1984-85, 1991-92, 2000-01, 2015-16 |
| グレントラン               | 23       | 19         | 1913-14, 1916-17, 1920-21, 1931-32, 1932-33, 1934-35, 1950-51, 1965-66, 1972-73, 1982-83, 1984-85, 1985-86, 1986-87, 1987-88, 1989-90, 1995-96, 1997-98, 1999-00, 2000-01, 2003-04, 2012-13, 2014-15, 2019-20 | 1895-96, 1898-99, 1912-13, 1915-16, 1918-19, 1922-23, 1924-25, 1941-42, 1942-43, 1944-45, 1946-47, 1948-49, 1951-52, 1953-54, 1955-56, 1963-64, 1966-67, 2002-03, 2005-06                   |
| ディスティラリー           | 12       | 7          | 1883-84, 1884-85, 1885-86, 1888-89, 1893-94, 1895-96, 1902-03, 1904-05, 1909-10, 1924-25, 1955-56, 1970-71 | 1887-88, 1901-02, 1932-33, 1945-46, 1949-50, 1962-63, 1968-69 |
| クリフトンビル             | 8        | 12         | 1882-83, 1887-88, 1896-97, 1899-00, 1900-01, 1906-07, 1908-09, 1978-79 | 1880-81, 1881-82, 1886-87, 1889-90, 1892-93, 1909-10, 1926-27, 1933-34, 1996-97, 2008-09, 2012-13, 2017-18                                                                                  |
| ベルファスト・セルティック | 8        | 4          | 1917-18, 1925-26, 1936-37, 1937-38, 1940-41, 1942-43, 1943-44, 1946-47 | 1905-06, 1914-15, 1916-17, 1928-29 |
| グレナボン                 | 7        | 10         | 1956-57, 1958-59, 1960-61, 1991-92, 1996-97, 2013-14, 2015-16 | 1920-21, 1921-22, 1939-40, 1954-55, 1964-65, 1980-81, 1987-88, 1990-91, 1995-96, 1997-98 |
| コールレーン               | 6        | 7          | 1964-65, 1971-72, 1974-75, 1976-77, 2002-03, 2017-18 | 1947-48, 1952-53, 1981-82, 1985-86, 2003-04, 2007-08, 2016-17 |
| クルセイダーズ             | 6        | 3          | 1966-67, 1967-68, 2008-09, 2018-19, 2021-22, 2022-23 | 1979-80, 2010-11, 2011-12 |
| バリーメナ・ユナイテッド   | 5        | 10         | 1939-40, 1957-58, 1980-81, 1983-84, 1988-89 | 1938-39, 1950-51, 1958-59, 1969-70, 1973-74, 1977-78, 2013-14, 2019-20, 2021-22, 2022-23 |
| アーズ                     | 4        | 2          | 1926-27, 1951-52, 1968-69, 1973-74 | 1959-60, 1992-93 |
| ポータダウン               | 3        | 8          | 1990-91, 1998-99, 2004-05 | 1961-62, 1971-72, 1978-79, 1989-90, 1999-00, 2001-02, 2009-10, 2014-15 |
| シェルボーン               | 3        | 3          | 1905-06, 1910-11, 1919-20 | 1904-05, 1906-07, 1907-08 |
| デリー・シティ             | 3        | 3          | 1948-49, 1953-54, 1963-64 | 1935-36, 1956-57, 1970-71 |
| ボヘミアン                 | 1        | 5          | 1907-08 | 1894-95, 1899-00, 1902-03, 1908-09, 1910-11 |
| アルスター                 | 1        | 2          | 1886-87 | 1882-83, 1890-91 |
| バリーメナ・ユナイテッド   | 1        | 2          | 1928-29 | 1929-30, 1930-31 |
| キャリック・レンジャーズ   | 1        | 2          | 1975-76 | 1983-84, 1994-95 |
| バンガー                   | 1        | 2          | 1992-93 | 1937-38, 1993-94 |
| ウィローフィールド         | 1        | 1          | 1927-28 | 1923-24 |
| モヨーラ・パーク           | 1        | 0          | 1880-81 | |
| クイーンズ・アイランド     | 1        | 0          | 1881-82 | |
| ゴードン・ハイランダーズ   | 1        | 0          | 1889-90 | |
| クイーンズ・アイランド     | 1        | 0          | 1923-24 | |
| ダンデラ                   | 1        | 0          | 1954-55 | |